# Ordre de Sikatuna
L'ordre de Sikatuna (en filipino, Orden ni Sikatuna) est un ordre honorifique de la République des Philippines.

## Histoire
L'ordre est créé le 27 février 1953 par le président Elpidio Quirino pour commémorer le traité de Sandugo signé en 1565 entre le cacique de Bohol, Datu Sikatuna, et le conquistador espagnol Miguel López de Legazpi.

## Attribution
Les décorations sont décernées à des citoyens philippins qui ont rendu des services exceptionnels à la République, ainsi qu'à des diplomates, des fonctionnaires et des citoyens étrangers qui ont rendu des services exceptionnels dans la promotion, le développement et le renforcement des relations entre leur pays et les Philippines. Chacune est accordée par le ministère des Affaires étrangères, au nom du président.

## Grades et distinctions
| Membre (Maharlika) | Officier (Maginoo) | Commandeur (Lakan) | Grand officier (Maringal na Lakan) | Grand-croix (Datu) |